# Gazela mała
Gazela mała (Gazella spekei) – gatunek ssaka parzystokopytnego z rodziny wołowatych zaliczanego do gazel. Długość ciała 95–105 cm, wysokość w kłębie 50–60 cm, masa ciała 15–25 kg; rogi występują u samca i samicy. Rogi samców są dłuższe i masywniejsze, osiągają do 30 cm długości. Wierzch ciała w kolorze brunatnorudym, brzuch biały. Wzdłuż pyska i po bokach tułowia występuje czarna smuga. Gazela środkowosomalijska występuje na suchych stepach i wyżynach Półwyspu Somalijskiego w Somalii i Etiopii. Zagrożona wyginięciem z powodu działań wojennych prowadzonych w zasięgu występowania gatunku oraz z powodu nadmiernych, niekontrolowanych polowań.